# Frankrijk op de Olympische Zomerspelen 1900
Frankrijk was de gastheer van de Olympische Zomerspelen 1900 in Parijs. Frankrijk deed vier jaar eerder ook mee.

## Medailleoverzicht
| Sport        | Olympiër | Discipline                           | Medaille |
| ------------ | --- | ------------------------------------ | -------- |
| Boogschieten | Emile Grumiaux | sur la Perche à la Pyramide (m)      | Goud     |
| Boogschieten | Henri Hérouin | Au Cordon Doré 50m (m)               | Goud     |
| Boogschieten | Eugène Mougin | Sur la Perche à la Pyramide 50m (m)  | Goud     |
| Croquet      | Aumoitte | enkelspel 1 bal (m)                  | Goud     |
| Croquet      | Waydelich | enkelspel twee ballen (m)            | Goud     |
| Croquet      | Aumoitte Johin | dubbelspel (m)                       | Goud     |
| Paardensport | Dominique Gardères | hoogspringen                         | Goud     |
| Rugby        | Wladimir Aïtoff A. Albert Léon Binoche Jean Collas Jean-Guy Gauthier Auguste Giroux Charles Gondouin Constantin Henriquez Jean Hervé Victor Larchandet Hubert Lefèbvre Joseph Olivier Alexandre Pharamond Frantz Reichel André Rischmann André Roosevelt Émile Sarrade | mannen                               | Goud     |
| Roeien       | Hermann Barrelet | skiff (m)                            | Goud     |
| Roeien       | Henri Bouckaert Jean Cau Émile Delchambre Henri Hazebrouck Charlot | vier-met (m)                         | Goud     |
| Schermen     | Albert Ayat | degen masters (m)                    | Goud     |
| Schermen     | Albert Ayat | degen amateur-masters (m)            | Goud     |
| Schermen     | Emile Coste | floret (m)                           | Goud     |
| Schermen     | Lucien Mérignac | floret professionals (m)             | Goud     |
| Schermen     | Georges de la Falaise | sabel (m)                            | Goud     |
| Schietsport  | Roger de Barbarin | trap (m)                             | Goud     |
| Schietsport  | Maurice Larrouy | 20m snelvuurpistool (m)              | Goud     |
| Schietsport  | Achille Paroche | 300m militair geweer liggend (m)     | Goud     |
| Turnen       | Gustave Sandras | individuele meerkamp (m)             | Goud     |
| Wielersport  | Louis Bastien | 25km (m)                             | Goud     |
| Wielersport  | Albert Taillandier | 2000m sprint (m)                     | Goud     |
| Zeilen       | Pierre Gervais | -0,5 ton race 1                      | Goud     |
| Zeilen       | Emile Sacré | -0,5 ton race 2                      | Goud     |
| Zeilen       | Émile Billard Paul Perquer | -20 ton                              | Goud     |
| Zwemmen      | Charles de Vendeville | onderwaterzwemmen (m)                | Goud     |
| Atletiek     | Emile Champion | marathon (m)                         | Zilver   |
| Atletiek     | Henri Deloge | 1500m (m)                            | Zilver   |
| Atletiek     | Henri Tauzin | 400m horden (m)                      | Zilver   |
| Atletiek     | Henri Deloge Jacques Chastanié André Castanet Michel Champoudry Gaston Ragueneau | 5000m team (m)                       | Zilver   |
| Boogschieten | Henri Helle | sur la Perche à la Pyramide (m)      | Zilver   |
| Boogschieten | Auguste Serrurier | sur la Perche à la Herse (m)         | Zilver   |
| Boogschieten | Auguste Serrurier | sur la Perche à la Pyramide (m)      | Zilver   |
| Boogschieten | Victor Thibaud | sur la Perche à la Pyramide (m)      | Zilver   |
| Boogschieten | Victor Thibaud | Au Cordon Doré 33m (m)               | Zilver   |
| Cricket      | Philip Tomalin W.T. Attrill F. Rogues W. Anderson J. Braid W. Browning R. Horne T.H. Jordan Arthur McEvoy D. Robinson A.J. Schneidau Henry Terry | mannen                               | Zilver   |
| Croquet      | Johin | enkelspel 1 bal (m)                  | Zilver   |
| Croquet      | Vignerot | enkelspel 2 ballen (m)               | Zilver   |
| Pelota       | Maurice Durquetty Etchegaray | mannen                               | Zilver   |
| Roeien       | André Gaudin | skiff (m)                            | Zilver   |
| Roeien       | Lucien Martinet Waleff | twee-met (m)                         | Zilver   |
| Roeien       | Georges Lumpp Charles Perrin Daniel Soubeyran Emile Wegelin | vier-met (m)                         | Zilver   |
| Schermen     | Emile Bougnol | degen masters (m)                    | Zilver   |
| Schermen     | Alphonse Kirchhoffer | floret professionals (m)             | Zilver   |
| Schermen     | Henri Masson | floret (m)                           | Zilver   |
| Schermen     | Louis Perrée | degen (m)                            | Zilver   |
| Schermen     | Léon Thiébaut | sabel (m)                            | Zilver   |
| Schietsport  | René Guyot | trap (m)                             | Zilver   |
| Schietsport  | Léon Moreaux | 25m snelvuurpistool (m)              | Zilver   |
| Schietsport  | Achille Paroche | 50m militair pistool (m)             | Zilver   |
| Schietsport  | Louis Duffoy Maurice Lecoq Léon Moreaux Achille Paroche Trinité | 50m militair pistool team (m)        | Zilver   |
| Tennis       | Yvonne Prévost | enkelspel (v)                        | Zilver   |
| Touwtrekken  | Raymond Basset Jean Collas Charles Gondouin Joseph Roffo Émile Sarrade Constantin Henriquez de Zubiera | mannen                               | Zilver   |
| Turnen       | Noël Bas | individuele meerkamp (m)             | Zilver   |
| Voetbal      | Pierre Allemane Louis Bach Alfred Bloch Fernand Canelle R. Duparc Eugène Fraysse Virgile Gaillard Georges Garnier R. Grandjean Lucien Huteau Marcel Lambert Murice Macaine Gaston Peltier                                                                              | mannen                               | Zilver   |
| Zeilen       | Jean Decazes | -20 ton                              | Zilver   |
| Zeilen       | Jean Charcot Robert Linzeler Texier | -0,5 ton race 1                      | Zilver   |
| Zeilen       | Jean Charcot Robert Linzeler Texier | -0,5 ton race 2                      | Zilver   |
| Zeilen       | Jacques Baudrier Jean le Bret F. Marcotte William Martin Jules Valton | -1 ton race 1                        | Zilver   |
| Zeilen       | Auguste Albert Duval Charles Hugo F. Vilamitjana | -2 ton race 1                        | Zilver   |
| Zeilen       | Doucet Godinet Mialaret Susse | -3 ton race 1                        | Zilver   |
| Zeilen       | Doucet Godinet Mialaret Susse | -3 ton race 2                        | Zilver   |
| Zeilen       | A. Dubos J. Dubos Maurice Gufflet Robert Gufflet Charly Guiraist | -10 ton race 2                       | Zilver   |
| Wielersport  | Louis Hildebrand | 25km (m)                             | Zilver   |
| Wielersport  | Fernand Sanz | 2000m print (m)                      | Zilver   |
| Zwemmen      | Tritons Lillois | 200m team (m)                        | Zilver   |
| Zwemmen      | André Zes | onderwaterzwemmen (m)                | Zilver   |
| Atletiek     | Jacques Chastanié | 2500m steeplechase (m)               | Brons    |
| Atletiek     | Emile Torcheboeuf | staand verspringen (m)               | Brons    |
| Boogschieten | Henri Helle | Au Cordon Doré 50m (m)               | Brons    |
| Boogschieten | Emile Mercier | Sur la Perche à la Pyramide 50m (m)  | Brons    |
| Boogschieten | Charles Frédéric Petit | Au Cordon Doré 33m (m)               | Brons    |
| Boogschieten | Charles Frédéric Petit | Sur la Perche à la Pyramide 33m (m)  | Brons    |
| Croquet      | Sautereau | enkelspel 2 ballen (m)               | Brons    |
| Croquet      | Waydelich | enkelspel 1 bal (m)                  | Brons    |
| Paardensport | Louis de Champsavin | springconcours individueel           | Brons    |
| Paardensport | de Bellegarde | verspringen                          | Brons    |
| Roeien       | Carlos Deltour Antoine Védrenne Raoul Paoli | twee-met (m)                         | Brons    |
| Schermen     | Marcel Jacques Boulenger | floret (m)                           | Brons    |
| Schermen     | Henri Laurent | degen masters (m)                    | Brons    |
| Schermen     | Jean-Baptiste Mimiague | floret professionals (m)             | Brons    |
| Schermen     | Léon Sée | degen (m)                            | Brons    |
| Schermen     | Léon Sée | masters amateurs degen (m)           | Brons    |
| Schietsport  | Eugène Balmé | 25m snelvuurpistool (m)              | Brons    |
| Schietsport  | Justinien de Clary | trap (m)                             | Brons    |
| Schietsport  | Auguste Cavadini Maurice Lecoq Léon Moreaux Achille Paroche René Thomas | 300m militair geweer 3 houdingen (m) | Brons    |
| Tennis       | André Prévost Georges de la Chapelle | dubbelspel (m)                       | Brons    |
| Turnen       | Lucien Démanet | individuele meerkamp (m)             | Brons    |
| Waterpolo    | Eugène Coulon Fardelle Favier Leriche Louis Martin Désiré Mérchez Charles Treffel | mannen                               | Brons    |
| Wielersport  | Daumain | 25km (m)                             | Brons    |
| Zeilen       | Auguste Donny | -3 ton race 2                        | Brons    |
| Zeilen       | Pierre Gervais | -0,5 ton race 2                      | Brons    |
| Zeilen       | Henri Monnot Léon Tellier Gaston Cailleux | -0,5 ton race 1                      | Brons    |
| Zeilen       | Marcel Meran E. Michelet F. Michelet | -1 ton race 1                        | Brons    |
| Zeilen       | Jacques Baudrier Lucien Baudrier Dubosq Edouard Mantois | -1 ton race 2                        | Brons    |
| Zeilen       | Auguste Albert Duval Charles Hugo F. Vilamitjana | -2 ton race 2                        | Brons    |
| Zeilen       | De Cottignon Emile Jean-Fontaine Ferdinand Schlatter | -3 ton race 1                        | Brons    |
| Zeilen       | E. Michelet F. Michelet | open klasse                          | Brons    |
| Zwemmen      | Louis Martin | 4000m vrije slag (m)                 | Brons    |
| Zwemmen      | Houben Jean Leuillieux Louis Martin Désiré Merchez Tartara | 200m team (m)                        | Brons    |

## Deelnemers en resultaten

### Atletiek
| Olympiër                                                                         | Discipline               | Resultaat    | Prestatie                                   |
| -------------------------------------------------------------------------------- | ------------------------ | ------------ | ------------------------------------------- |
| Adolphe Klingelhoefer                                                            | 60m (m)                  | series       | serie 1: 4de                                |
| Adolphe Klingelhoefer                                                            | 200m (m)                 | series       | serie 1: 3de                                |
| Georges Clément                                                                  | 400m (m)                 | series       | serie 1: 4de                                |
| Charles-Robert Faidide                                                           | 400m (m)                 | series       | serie 2: 3de                                |
| Henri Deloge                                                                     | 800m (m)                 | 4e           | serie 2: 1ste in 2.00,6 finale: 4de         |
| Maurice Salomez                                                                  | 800m (m)                 | series       | serie 1: 4de                                |
| Henri Deloge                                                                     | 1500m (m)                | Zilver       | 4.06,6                                      |
| Louis Segondi                                                                    | 1500m (m)                | 7-9e         |                                             |
| Eugène Choisel                                                                   | 110m horden (m)          | DNF          | serie 1: niet gefinisht                     |
| Adolphe Klingelhoefer                                                            | 110m horden (m)          | DNF          | serie 2: niet gefinisht                     |
| Jean Lécuyer                                                                     | 110m horden (m)          | herkansingen | serie 3: 1ste herkansingen: 3de             |
| Eugène Choisel                                                                   | 200m horden (m)          | 4e           | serie 1: 2de in 27,5 finale: 4de            |
| Henri Tauzin                                                                     | 200m horden (m)          | series       | serie 2: 4de                                |
| Henri Tauzin                                                                     | 400m horden (m)          | Zilver       | serie 2: 1ste in 1.00,2 finale: 2de in 58,3 |
| Jacques Chastanié                                                                | 2500m steeplechase (m)   | Brons        |                                             |
| Jacques Chastanié                                                                | 4000m steeplechase (m)   | 4e           |                                             |
| Henri Deloge Jacques Chastanié André Castanet Michel Champoudry Gaston Ragueneau | 5000m team (m)           | Zilver       | 29 punten                                   |
| Eugène Besse                                                                     | marathon (m)             | 4e           | 4:00.43                                     |
| Émile Champion                                                                   | marathon (m)             | Zilver       | 3:04.17                                     |
| Auguste Marchais                                                                 | marathon (m)             | DNF          | niet gefinisht                              |
| Michel Théato                                                                    | marathon (m)             | Goud         | 2:59.45                                     |
| Georges Touquet-Daunis                                                           | marathon (m)             | DNF          | niet gefinisht                              |
| Albert Delannoy                                                                  | verspringen (m)          | 5e           | kwalificatie: 3de met 7,55m finale: 5de     |
| Albert Delannoy                                                                  | hink-stap-springen (m)   | 5e           |                                             |
| Alexandre Tuffère                                                                | hink-stap-springen (m)   | 6e           |                                             |
| Louis Monnier                                                                    | hoogspringen (m)         | 7e           | 1,60m                                       |
| Émile Gontier                                                                    | polsstokhoogspringen (m) | 4e           | 3,10m                                       |
| Émile Torchebœuf                                                                 | staand verspringen (m)   | Brons        | 3,03m                                       |
| Émile Gontier                                                                    | discuswerpen (m)         | 13e          | 30,00m                                      |

### Boogschieten
| Olympiër               | Discipline                      | Resultaat | Prestatie |
| ---------------------- | ------------------------------- | --------- | --------- |
| Charles Frédéric Petit | au cordon dore 33m (m)          | Brons     |           |
| Victor Thibaud         | au cordon dore 33m (m)          | Zilver    |           |
| Edouard Beaudoin       | au cordon dore 50m (m)          | 5e        | 26 punten |
| Denet                  | au cordon dore 50m (m)          | 6e        | 26 punten |
| Émile Fisseux          | au cordon dore 50m (m)          | Brons     | 28 punten |
| Galinard               | au cordon dore 50m (m)          | 7e        | 26 punten |
| Henri Helle            | au cordon dore 50m (m)          | 4e        | 27 punten |
| Henri Hérouin          | au cordon dore 50m (m)          | Goud      | 30 punten |
| Lecomte                | au cordon dore 50m (m)          | 8e        | 25 punten |
| Charles Frédéric Petit | au chapelet 33m (m)             | Brons     |           |
| Victor Thibaud         | au chapelet 33m (m)             | Zilver    |           |
| Henri Helle            | au chapelet 50m (m)             | Zilver    |           |
| Émile Mercier          | au chapelet 50m (m)             | Brons     |           |
| Eugène Mougin          | au chapelet 50m (m)             | Goud      |           |
| Auguste Serrurier      | Sur la Perche à la Herse (m)    | Zilver    |           |
| Emile Grumiaux         | Sur la Perche à la Pyramide (m) | Goud      |           |
| Auguste Serrurier      | Sur la Perche à la Pyramide (m) | Zilver    |           |

### Cricket
| Olympiër | Discipline | Resultaat | Prestatie |
| --- | ---------- | --------- | --------- |
| Philip Tomalin W.T. Attrill F. Rogues W. Anderson J. Braid W. Browning R. Horne T.H. Jordan Arthur McEvoy D. Robinson A.J. Schneidau Henry Terry | mannen     | Zilver    |           |

### Croquet
| Olympiër                      | Discipline             | Resultaat | Prestatie                                                                             |
| ----------------------------- | ---------------------- | --------- | ------------------------------------------------------------------------------------- |
| Gaston Aumoitte               | enkelspel 1 bal (m)    | Goud      | 1ste ronde: 4de met 18 punten 2de ronde: 2de met 18 punten finale: 1ste met 15 punten |
| Al. Blachère                  | enkelspel 1 bal (m)    | 4e        | 1ste ronde: 3de met 17 punten 2de ronde: 4de met 22 punten                            |
| Desprès                       | enkelspel 1 bal (m)    | 5e        | 1ste ronde: 5de met 24 punten                                                         |
| Jeanne Filleul-Brohy          | enkelspel 1 bal (m)    | DNF       | 1ste ronde: niet gefinisht                                                            |
| Marcel Haëntjens              | enkelspel 1 bal (m)    | DNF       | 1ste ronde: niet gefinisht                                                            |
| Georges Johin                 | enkelspel 1 bal (m)    | Zilver    | 1ste ronde: 2de met 13 punten 2de ronde: 1ste met 16 punten finale: 2de met 21 punten |
| Marie Ohier                   | enkelspel 1 bal (m)    | DNF       | 1ste ronde: niet gefinisht                                                            |
| Jacques Sautereau             | enkelspel 1 bal (m)    | DNF       | 1ste ronde: niet gefinisht                                                            |
| Chrétien Waydelich            | enkelspel 1 bal (m)    | Brons     | 1ste ronde: 1ste met 11 punten 2de ronde: 3de met 20 punten                           |
| Al. Blachère                  | enkelspel 2 ballen (m) | 4e        |                                                                                       |
| Jacques Sautereau             | enkelspel 2 ballen (m) | Brons     |                                                                                       |
| Maurice Vignerot              | enkelspel 2 ballen (m) | Zilver    |                                                                                       |
| Chrétien Waydelich            | enkelspel 2 ballen (m) | Goud      |                                                                                       |
| Gaston Aumoitte Georges Johin | dubbelspel (m)         | Goud      |                                                                                       |

### Golf
| Olympiër                      | Discipline | Resultaat | Prestatie  |
| ----------------------------- | ---------- | --------- | ---------- |
| H. E. Daunt                   | mannen     | 5e        | 184 punten |
| A. Deschamps                  | mannen     | 10e       | 231 punten |
| Arthur Lord                   | mannen     | 9e        | 221 punten |
| van de Wynckélé               | mannen     | 12e       | 252 punten |
|                               |            |           |            |
| A. Brun                       | vrouwen    | 10e       | 80 punten  |
| Madeleine Fournier-Starvolèze | vrouwen    | 6e        | 58 punten  |
| Froment-Meurice               | vrouwen    | 4e        | 56 punten  |
| Rose Gelbert                  | vrouwen    | 9e        | 76 punten  |
| Baronne Lucile de Fain        | vrouwen    | 7e        | 65 punten  |

### Paardensport
| Olympiër                           | Discipline                 | Resultaat | Prestatie |
| ---------------------------------- | -------------------------- | --------- | --------- |
| Louis de Champsavin                | springconcours individueel | Brons     | 2.26.0    |
| Henri Leclerc                      | springconcours individueel | 4-37e     |           |
| Henri Leclerc                      | springconcours individueel | 4-37e     |           |
| de Béthune-Scully                  | springconcours individueel | 4-37e     |           |
| Maurice Jéhin                      | springconcours individueel | 4-37e     |           |
| Louis Napoléon Murat               | springconcours individueel | 4-37e     |           |
| Louis d'Havrincourt                | springconcours individueel | 4-37e     |           |
| Philippot                          | springconcours individueel | 4-37e     |           |
| Vigneulles                         | springconcours individueel | 4-37e     |           |
| De Coulombier                      | springconcours individueel | 4-37e     |           |
| De Lamaratine                      | springconcours individueel | 4-37e     |           |
| Marcel Haëntjens                   | springconcours individueel | 4-37e     |           |
| Dominique Gardères                 | springconcours individueel | 4-37e     |           |
| Dominique Gardères                 | hoogspringen               | Goud      | 1,85m     |
| Marcel Haëntjens                   | hoogspringen               | 6e        |           |
| Camille de La Forgue de Bellegarde | verspringen                | Brons     | 1,85m     |
| Louis-Napoléon Murat               | verspringen                | 4e        |           |
| Henri Plocque                      | verspringen                | 7e        |           |

### Pelota
| Olympiër                     | Discipline | Resultaat | Prestatie |
| ---------------------------- | ---------- | --------- | --------- |
| Maurice Durquetty Etchegaray | mannen     | Zilver    |           |

### Roeien
| Olympiër                                                                                               | Discipline   | Resultaat    | Prestatie                                                                     |
| --- | ------------ | ------------ | ----------------------------------------------------------------------------- |
| Raymond-Benoît                                                                                         | skiff (m)    | halve finale | serie 1: 2de in 6.45,4 halve finale 1: 4de                                    |
| Édouard Dammann                                                                                        | skiff (m)    | 10e          | serie 1: 3de in 7.13,0                                                        |
| Hermann Barrelet                                                                                       | skiff (m)    | Goud         | serie 2: 1ste in 6.38,8 halve finale 1: 1ste in 8.23,0 finale: 1ste in 7.35,6 |
| André Gaudin                                                                                           | skiff (m)    | Zilver       | serie 2: 2de in 6.43,0 halve finale 1: 2de in 8.33,4 finale: 2de in 7.41,6    |
| Lardon                                                                                                 | skiff (m)    | 9e           | serie 2: 3de in 6.46,4                                                        |
| Louis Prével                                                                                           | skiff (m)    | DNF          | serie 3: 1ste in 6.29,6 halve finale 2: 1ste in 8.36,4 finale: niet gefinisht |
| Robert d'Heilly                                                                                        | skiff (m)    | 4e           | serie 3: 2de in 6.38,8 halve finale 2: 2de in 8.45,0 finale: 4de in 8.16,0    |
| Maxime Piaggio                                                                                         | skiff (m)    | DNF          | serie 3: niet gefinisht                                                       |
| Charles Delaporte                                                                                      | skiff (m)    | halve finale | serie 4: 1ste in 6.33,8 halve finale 2: 3de in 9.25,2                         |
| Pierre Ferlin                                                                                          | skiff (m)    | halve finale | serie 4: 2de in 6.46,8 halve finale 2: 4de                                    |
| Lucien Martinet René Waleff                                                                            | twee-met (m) | Zilver       | serie 1: 1ste in 6.47,4 finale: 2de in 7.34,4                                 |
| Louis Roche Gordon Love                                                                                | twee-met (m) | DNF          | serie 1: niet gefinisht                                                       |
| Carlos Deltour Antoine Védrenne Raoul Paoli                                                            | twee-met (m) | Brons        | serie 2: 1ste in 6.33,4 finale: 3de in 7.57,2                                 |
| Pierre Ferlin Mathieu                                                                                  | twee-met (m) | 4e           | serie 2: 2de in 7.00,0 finale: 4de in 8.01,0                                  |
| Henri Delabarre Robert Gelée                                                                           | twee-met (m) | 6e           | serie 2: 3de in 7.04,0                                                        |
| René Beslaud Léon Deslinières Peyronnie Saurel                                                         | vier-met (m) | 9e           | serie 1: 3de in 6.40,0                                                        |
| Georges Lumpp Charles Perrin Daniel Soubeyran Émile Wegelin                                            | vier-met (m) | Zilver       | serie 2: 2de in 6.06,2 finale: 2de in 7.18,0                                  |
| Paul Cocuet Jules Demaré Clément Dorlia René Waleff                                                    | vier-met (m) | DNF          | serie 2: niet gefinisht                                                       |
| Henri Bouckaert Jean Cau Émile Delchambre Henri Hazebrouck Charlot                                     | vier-met (m) | Goud         | serie 3: 2de in 5.59,0 finale: 1ste in 7.11,0                                 |
| Angot Henri Delabarre Robert Gelée Maison                                                              | vier-met (m) | 7e           | serie 3: 4de in 6.20,0                                                        |
| Maurice Carton Chantriaux Paul Cocuet Jules Demaré Clément Dorlia Guilbert Lucien Martinet René Waleff | acht (m)     | 9e           | serie 2: niet gefinisht                                                       |

### Rugby
| Olympiër | Discipline | Resultaat | Prestatie                                           |
| --- | ---------- | --------- | --------------------------------------------------- |
| Wladimir Aïtoff A. Albert Léon Binoche Jean Collas Jean-Guy Gauthier Auguste Giroux Charles Gondouin Constantin Henriquez Jean Hervé Victor Larchandet Hubert Lefèbvre Joseph Olivier Alexandre Pharamond Frantz Reichel André Rischmann André Roosevelt Émile Sarrade | mannen     | Goud      | W van Duitsland: 27-17 W van Groot-Brittannië: 27-8 |

### Schermen
| Olympiër                      | Discipline                | Resultaat                | Prestatie                                                                     |
| ----------------------------- | ------------------------- | ------------------------ | ----------------------------------------------------------------------------- |
| Joseph-Marie Rosé             | degen (m)                 | halve finale             | 1ste ronde groep A: 1ste kwartfinale E: 3de halve finale A: 4-6de             |
| Élie, Count de Lastours       | degen (m)                 | halve finale             | 1ste ronde groep A: 2de kwartfinale B: 2de halve finale A: 4-6de              |
| Herman Georges Berger         | degen (m)                 | 1ste ronde               | 1ste ronde groep A: 3-6de                                                     |
| Luquetas                      | degen (m)                 | 1ste ronde               | 1ste ronde groep A: 3-6de                                                     |
| Mosso                         | degen (m)                 | 1ste ronde               | 1ste ronde groep A: 3-6de                                                     |
| André Tintant                 | degen (m)                 | 1ste ronde               | 1ste ronde groep A: 3-6de                                                     |
| de Pradel                     | degen (m)                 | halve finale             | 1ste ronde groep B: 1ste kwartfinale C: 3de halve finale B 4-6de              |
| Jean Dreyfuss                 | degen (m)                 | halve finale             | 1ste ronde groep B: 2de kwartfinale A: 1ste halve finale B: 4-6de             |
| de la Chevalerie              | degen (m)                 | 1ste ronde               | 1ste ronde groep B: 3-6de                                                     |
| Gardiès                       | degen (m)                 | 1ste ronde               | 1ste ronde groep B: 3-6de                                                     |
| Hérrison                      | degen (m)                 | 1ste ronde               | 1ste ronde groep B: 3-6de                                                     |
| Ivanovich                     | degen (m)                 | 1ste ronde               | 1ste ronde groep B: 3-6de                                                     |
| Roffo                         | degen (m)                 | kwartfinale              | 1ste ronde groep C: 1ste kwartfinale A: 4-6de                                 |
| Fouchier                      | degen (m)                 | kwartfinale              | 1ste ronde groep C: 2de kwartfinale E: 4-6de                                  |
| Pierre Georges Louis d'Hugues | degen (m)                 | 1ste ronde               | 1ste ronde groep C: 3-6de                                                     |
| Moreil                        | degen (m)                 | 1ste ronde               | 1ste ronde groep C: 3-6de                                                     |
| Joseph Rodrigues              | degen (m)                 | 1ste ronde               | 1ste ronde groep C: 3-6de                                                     |
| Véve                          | degen (m)                 | 1ste ronde               | 1ste ronde groep C: 3-6de                                                     |
| Edmond Wallace                | degen (m)                 | 6e                       | 1ste ronde groep D: 2de kwartfinale B: 1ste halve finale C: 2de finale: 6de   |
| Bazin                         | degen (m)                 | 1ste ronde               | 1ste ronde groep D: 4-6de                                                     |
| Fleury                        | degen (m)                 | 1ste ronde               | 1ste ronde groep D: 4-6de                                                     |
| Pierre Thomegeux              | degen (m)                 | 1ste ronde               | 1ste ronde groep D: 4-6de                                                     |
| Gaston Alibert                | degen (m)                 | 7e                       | 1ste ronde groep E: 1ste kwartfinale D: 1ste halve finale A: 1ste finale: 7de |
| Georges de la Falaise         | degen (m)                 | 4e                       | 1ste ronde groep E: 2de kwartfinale B: 3de halve finale B: 1ste finale: 4de   |
| Grad                          | degen (m)                 | 1ste ronde               | 1ste ronde groep E: 3-6de                                                     |
| Massé                         | degen (m)                 | 1ste ronde               | 1ste ronde groep E: 3-6de                                                     |
| Morin                         | degen (m)                 | 1ste ronde               | 1ste ronde groep E: 3-6de                                                     |
| Jean-Joseph Renaud            | degen (m)                 | DNF                      | 1ste ronde groep F: 1ste kwartfinale D: niet gestart                          |
| Maurice Boisdon               | degen (m)                 | halve finale             | 1ste ronde groep F: 2de kwartfinale E: 1ste halve finale B: 4-6de             |
| de Champeaux                  | degen (m)                 | 1ste ronde               | 1ste ronde groep F: 3-6de                                                     |
| Loizillon                     | degen (m)                 | 1ste ronde               | 1ste ronde groep F: 3-6de                                                     |
| Salvanahac                    | degen (m)                 | 1ste ronde               | 1ste ronde groep F: 3-6de                                                     |
| de Segonzac                   | degen (m)                 | 1ste ronde               | 1ste ronde groep F: 3-6de                                                     |
| Plommet                       | degen (m)                 | 9e                       | 1ste ronde groep G: 1ste kwartfinale A: 2de halve finale A: 2de finale: 9de   |
| Léon Thiébaut                 | degen (m)                 | kwartfinale              | 1ste ronde groep G: 2de kwartfinale B: 4-6de                                  |
| Lariviére                     | degen (m)                 | 1ste ronde               | 1ste ronde groep G: 3-6de                                                     |
| Adam                          | degen (m)                 | 1ste ronde               | 1ste ronde groep G: 3-6de                                                     |
| Robert Marc                   | degen (m)                 | 1ste ronde               | 1ste ronde groep G: 3-6de                                                     |
| Taillefert                    | degen (m)                 | 1ste ronde               | 1ste ronde groep G: 3-6de                                                     |
| André Rabel                   | degen (m)                 | DNF                      | 1ste ronde groep H: 1ste kwartfinale: niet gestart                            |
| de Lastic                     | degen (m)                 | 1ste ronde               | 1ste ronde groep H: 3-6de                                                     |
| Georges Leroy                 | degen (m)                 | 1ste ronde               | 1ste ronde groep H: 3-6de                                                     |
| Miller                        | degen (m)                 | 1ste ronde               | 1ste ronde groep H: 3-6de                                                     |
| Ivan, Viscount d'Oyley        | degen (m)                 | 1ste ronde               | 1ste ronde groep H: 3-6de                                                     |
| Richard Wallace               | degen (m)                 | 6e                       | 1ste ronde groep I: 1ste kwartfinale B: 1ste halve finale C: 2de finale: 6de  |
| Marie Joseph Anatole Elie     | degen (m)                 | 1ste ronde               | 1ste ronde groep I: 3-6de                                                     |
| de Laugardière                | degen (m)                 | 1ste ronde               | 1ste ronde groep I: 3-6de                                                     |
| Redeuil                       | degen (m)                 | 1ste ronde               | 1ste ronde groep I: 3-6de                                                     |
| Joseph Sénat                  | degen (m)                 | 1ste ronde               | 1ste ronde groep I: 3-6de                                                     |
| Levé                          | degen (m)                 | halve finale             | 1ste ronde groep J: 1ste kwartfinale A: 3de halve finale C: 3-6de             |
| Maurice Jay                   | degen (m)                 | DNF                      | 1ste ronde groep J: 2de kwartfinale: niet gestart                             |
| de Labourde                   | degen (m)                 | 1ste ronde               | 1ste ronde groep J: 3-6de                                                     |
| Lemoine                       | degen (m)                 | 1ste ronde               | 1ste ronde groep J: 3-6de                                                     |
| de Romilly                    | degen (m)                 | 1ste ronde               | 1ste ronde groep J: 3-6de                                                     |
| Bideau                        | degen (m)                 | kwartfinale              | 1ste ronde groep K: 2de kwartfinale C: 4-6de                                  |
| Clément de Boissière          | degen (m)                 | 1ste ronde               | 1ste ronde groep K: 3-6de                                                     |
| Albert Cahen                  | degen (m)                 | 1ste ronde               | 1ste ronde groep K: 3-6de                                                     |
| Fernandès                     | degen (m)                 | 1ste ronde               | 1ste ronde groep K: 3-6de                                                     |
| de la Tournable               | degen (m)                 | 1ste ronde               | 1ste ronde groep K: 3-6de                                                     |
| Guillemard                    | degen (m)                 | halve finale             | 1ste ronde groep L: 1ste kwartfinale F: 3de halve finale C: 4-6de             |
| Holzchuch                     | degen (m)                 | halve finale             | 1ste ronde groep L: 2de kwartfinale F: 1ste halve finale A: 4-6de             |
| Ducreuil                      | degen (m)                 | 1ste ronde               | 1ste ronde groep L: 3-6de                                                     |
| Andreac                       | degen (m)                 | 1ste ronde               | 1ste ronde groep L: 3-6de                                                     |
| Costiesco                     | degen (m)                 | 1ste ronde               | 1ste ronde groep L: 3-6de                                                     |
| A. Robert                     | degen (m)                 | 1ste ronde               | 1ste ronde groep L: 3-6de                                                     |
| Léon Sée                      | degen (m)                 | Brons                    | 1ste ronde groep M: 1ste kwartfinale D: 2de halve finale A: 3de finale: 3de   |
| de Meuse                      | degen (m)                 | 1ste ronde               | 1ste ronde groep M: 3-6de                                                     |
| Rodrigues                     | degen (m)                 | 1ste ronde               | 1ste ronde groep M: 3-6de                                                     |
| Henri Hébrard de Villeneuve   | degen (m)                 | kwartfinale              | 1ste ronde groep N: 1ste kwartfinale C: 4-6de                                 |
| Moquet                        | degen (m)                 | kwartfinale              | 1ste ronde groep N: 2de kwartfinale A: 4-6de                                  |
| de Cazenove                   | degen (m)                 | 1ste ronde               | 1ste ronde groep N: 3-7de                                                     |
| Thion de la Chaume            | degen (m)                 | 1ste ronde               | 1ste ronde groep N: 3-7de                                                     |
| de Pradines                   | degen (m)                 | 1ste ronde               | 1ste ronde groep N: 3-7de                                                     |
| Prosper                       | degen (m)                 | 1ste ronde               | 1ste ronde groep N: 3-7de                                                     |
| Rosenbaum                     | degen (m)                 | 1ste ronde               | 1ste ronde groep N: 3-7de                                                     |
| Louis Perrée                  | degen (m)                 | Zilver                   | 1ste ronde groep O: 1ste kwartfinale E: 2de halve finale B: 2de finale:2de    |
| Herman Georges Berger         | degen (m)                 | kwartfinale              | 1ste ronde groep O: 2de kwartfinale D: 4-6de                                  |
| Louis Bastien                 | degen (m)                 | 1ste ronde               | 1ste ronde groep O: 3-6de                                                     |
| François                      | degen (m)                 | 1ste ronde               | 1ste ronde groep O: 3-6de                                                     |
| Peberay                       | degen (m)                 | 1ste ronde               | 1ste ronde groep O: 3-6de                                                     |
| Preurot                       | degen (m)                 | 1ste ronde               | 1ste ronde groep O: 3-6de                                                     |
| Début                         | degen (m)                 | kwartfinale              | 1ste ronde groep P: 2de kwartfinale E: 4-6de                                  |
| Gaston Achille                | degen (m)                 | 1ste ronde               | 1ste ronde groep P: 3-7de                                                     |
| Duclos                        | degen (m)                 | 1ste ronde               | 1ste ronde groep P: 3-7de                                                     |
| Fichot                        | degen (m)                 | 1ste ronde               | 1ste ronde groep P: 3-7de                                                     |
| Weber                         | degen (m)                 | 1ste ronde               | 1ste ronde groep P: 3-7de                                                     |
| Adrien Guyon                  | degen (m)                 | kwartfinale              | 1ste ronde groep Q: 1ste kwartfinale E: 4-6de                                 |
| Hileret                       | degen (m)                 | kwartfinale              | 1ste ronde groep Q: 2de kwartfinale A: 4-6de                                  |
| Delprat                       | degen (m)                 | 1ste ronde               | 1ste ronde groep Q: 3-6de                                                     |
| Lafontaine                    | degen (m)                 | 1ste ronde               | 1ste ronde groep Q: 3-6de                                                     |
| Adolphe Thomegeux             | degen (m)                 | 1ste ronde               | 1ste ronde groep Q: 3-6de                                                     |
| de Vars                       | degen (m)                 | 1ste ronde               | 1ste ronde groep Q: 3-6de                                                     |
| Aufort                        | degen masters (m)         | halve finale             | 1ste ronde groep A: 1ste halve finale A: 4-6de                                |
| Lézard                        | degen masters (m)         | 7e                       | 1ste ronde groep A: 2de halve finale A: 2de finale: 7de                       |
| Debrinay                      | degen masters (m)         | 1ste ronde               | 1ste ronde groep A: 3-6de                                                     |
| Deprey                        | degen masters (m)         | 1ste ronde               | 1ste ronde groep A: 3-6de                                                     |
| Nau                           | degen masters (m)         | 1ste ronde               | 1ste ronde groep A: 3-6de                                                     |
| Pantin                        | degen masters (m)         | halve finale             | 1ste ronde groep B: 1ste kwartfinale C: 3de halve finale A: 4-6de             |
| Louis Haller                  | degen masters (m)         | halve finale             | 1ste ronde groep B: 2de kwartfinale A: 1ste halve finale B: 4-6de             |
| Assé                          | degen masters (m)         | 1ste ronde               | 1ste ronde groep B: 3-6de                                                     |
| Flahaut                       | degen masters (m)         | 1ste ronde               | 1ste ronde groep B: 3-6de                                                     |
| Joseph-Auguste Métais         | degen masters (m)         | 1ste ronde               | 1ste ronde groep B: 3-6de                                                     |
| François Sabouric             | degen masters (m)         | 1ste ronde               | 1ste ronde groep B: 3-6de                                                     |
| Georges Jourdan               | degen masters (m)         | 8e                       | 1ste ronde groep C: 1ste halve finale A: 1ste finale: 8ste                    |
| Jeanvoix                      | degen masters (m)         | halve finale             | 1ste ronde groep C: 2de halve finale A: 4-6de                                 |
| Bormel                        | degen masters (m)         | 1ste ronde               | 1ste ronde groep C: 3-6de                                                     |
| Roquais                       | degen masters (m)         | 1ste ronde               | 1ste ronde groep C: 3-6de                                                     |
| Surze                         | degen masters (m)         | 1ste ronde               | 1ste ronde groep C: 3-6de                                                     |
| Brassart                      | degen masters (m)         | 6e                       | 1ste ronde groep D: 1ste halve finale B: 2de finale: 6de                      |
| Lézard                        | degen masters (m)         | halve finale             | 1ste ronde groep D: 2de halve finale C: 4-6de                                 |
| Céré                          | degen masters (m)         | 1ste ronde               | 1ste ronde groep D: 3-6de                                                     |
| Dufraissé                     | degen masters (m)         | 1ste ronde               | 1ste ronde groep D: 3-6de                                                     |
| L. Garnoty                    | degen masters (m)         | 1ste ronde               | 1ste ronde groep D: 3-6de                                                     |
| Charles Marty                 | degen masters (m)         | 1ste ronde               | 1ste ronde groep D: 3-6de                                                     |
| Émile Bougnol                 | degen masters (m)         | Zilver                   | 1ste ronde groep E: 1ste halve finale B: 1ste finale: 2de                     |
| Hippolyte-Jacques Hyvernaud   | degen masters (m)         | 4e                       | 1ste ronde groep E: 2de halve finale B: 3de finale: 4de                       |
| Cléry                         | degen masters (m)         | 1ste ronde               | 1ste ronde groep E: 3-6de                                                     |
| Dulau                         | degen masters (m)         | 1ste ronde               | 1ste ronde groep E: 3-6de                                                     |
| Lafouerière                   | degen masters (m)         | 1ste ronde               | 1ste ronde groep E: 3-6de                                                     |
| Nègrout                       | degen masters (m)         | 1ste ronde               | 1ste ronde groep E: 3-6de                                                     |
| Michel                        | degen masters (m)         | halve finale             | 1ste ronde groep F: 1ste halve finale B: 4-6de                                |
| Félix Ayat                    | degen masters (m)         | halve finale             | 1ste ronde groep F: 2de halve finale B: 4-6de                                 |
| Xavier Anchetti               | degen masters (m)         | 1ste ronde               | 1ste ronde groep F: 3-6de                                                     |
| Emmanuel Andrieu              | degen masters (m)         | 1ste ronde               | 1ste ronde groep F: 3-6de                                                     |
| Launay                        | degen masters (m)         | 1ste ronde               | 1ste ronde groep F: 3-6de                                                     |
| Albert Ayat                   | degen masters (m)         | Goud                     | 1ste ronde groep G: 1ste halve finale C: 1ste finale: 1ste                    |
| Henri Laurent                 | degen masters (m)         | Brons                    | 1ste ronde groep G: 2de halve finale C: 2de finale: 3de                       |
| Marie-Louis Damotte           | degen masters (m)         | 5e                       | 1ste ronde groep H: 1ste halve finale A: 3de finale: 5de                      |
| Yvon                          | degen masters (m)         | halve finale             | 1ste ronde groep H: 2de halve finale C: 4-6de                                 |
| Bézy                          | degen masters (m)         | 9e                       | 1ste ronde groep I: 1ste halve finale C: 3de finale: 9de                      |
| Georges Clappier              | degen masters (m)         | halve finale             | 1ste ronde groep I: 2de halve finale C: 4-6de                                 |
| Albert Ayat                   | degen amateur masters (m) | Goud                     |                                                                               |
| Léon Sée                      | degen amateur masters (m) | Brons                    |                                                                               |
| Georges de la Falaise         | degen amateur masters (m) | 4e                       |                                                                               |
| Émile Bougnol                 | degen amateur masters (m) | 5e                       |                                                                               |
| Hippolyte-Jacques Hyvernaud   | degen amateur masters (m) | 5e                       |                                                                               |
| Henri Laurent                 | degen amateur masters (m) | 5e                       |                                                                               |
| Louis Perrée                  | degen amateur masters (m) | 5e                       |                                                                               |
| Gardiès                       | floret (m)                | 1ste ronde               |                                                                               |
| Piot                          | floret (m)                | 1ste ronde               |                                                                               |
| Pélabon                       | floret (m)                | 1ste ronde               |                                                                               |
| Passerat                      | floret (m)                | 1ste ronde               |                                                                               |
| Édouard Fouchier              | floret (m)                | 1ste ronde               |                                                                               |
| Albert Gauthier               | floret (m)                | 1ste ronde               |                                                                               |
| Paul Leroy                    | floret (m)                | 1ste ronde               |                                                                               |
| Herman Georges Berger         | floret (m)                | 1ste ronde               |                                                                               |
| Albert Cahen                  | floret (m)                | kwartfinale              |                                                                               |
| Jactel                        | floret (m)                | kwartfinale              |                                                                               |
| Raphaël Perrissoud            | floret (m)                | kwartfinale              |                                                                               |
| H. Valarche                   | floret (m)                | kwartfinale              |                                                                               |
| Calvet                        | floret (m)                | kwartfinale              |                                                                               |
| Robert Marc                   | floret (m)                | kwartfinale              |                                                                               |
| Martini                       | floret (m)                | kwartfinale              |                                                                               |
| Soudois                       | floret (m)                | kwartfinale              |                                                                               |
| Wattelier                     | floret (m)                | kwartfinale              |                                                                               |
| Ferrand                       | floret (m)                | kwartfinale herkansingen |                                                                               |
| Henri Jobier                  | floret (m)                | kwartfinale herkansingen |                                                                               |
| Henri Plommet                 | floret (m)                | kwartfinale herkansingen |                                                                               |
| André de Schonen              | floret (m)                | kwartfinale herkansingen |                                                                               |
| Taillefert                    | floret (m)                | kwartfinale herkansingen |                                                                               |
| Léon Thiébaut                 | floret (m)                | kwartfinale herkansingen |                                                                               |
| Clément de Boissière          | floret (m)                | 9e                       |                                                                               |
| Eugène Bergès                 | floret (m)                | 10e                      |                                                                               |
| de Saint-Aignan               | floret (m)                | 11e                      |                                                                               |
| G. Bélot                      | floret (m)                | 12e                      |                                                                               |
| E. Ducrot                     | floret (m)                | 13e                      |                                                                               |
| Adrien Guyon                  | floret (m)                | 15e                      |                                                                               |
| Charles Guérin                | floret (m)                | 16e                      |                                                                               |
| Émile Coste                   | floret (m)                | Goud                     |                                                                               |
| Henri Masson                  | floret (m)                | Zilver                   |                                                                               |
| Marcel Boulenger              | floret (m)                | Brons                    |                                                                               |
| Félix Debax                   | floret (m)                | 4e                       |                                                                               |
| Pierre Georges Louis d'Hugues | floret (m)                | 5e                       |                                                                               |
| Joseph Sénat                  | floret (m)                | 6e                       |                                                                               |
| Georges Dillon-Kavanagh       | floret (m)                | 7e                       |                                                                               |
| Bersin                        | floret masters (m)        | 1ste ronde               |                                                                               |
| Bouard                        | floret masters (m)        | 1ste ronde               |                                                                               |
| Brun-Biusson                  | floret masters (m)        | 1ste ronde               |                                                                               |
| Coquelin                      | floret masters (m)        | 1ste ronde               |                                                                               |
| Coudurier                     | floret masters (m)        | 1ste ronde               |                                                                               |
| Dassy                         | floret masters (m)        | 1ste ronde               |                                                                               |
| Dizier                        | floret masters (m)        | 1ste ronde               |                                                                               |
| L. Garnoty                    | floret masters (m)        | 1ste ronde               |                                                                               |
| Jolliet                       | floret masters (m)        | 1ste ronde               |                                                                               |
| Masselin                      | floret masters (m)        | 1ste ronde               |                                                                               |
| Pietory                       | floret masters (m)        | 1ste ronde               |                                                                               |
| Wineuwanheim                  | floret masters (m)        | 1ste ronde               |                                                                               |
| Xavier Anchetti               | floret masters (m)        | kwartfinale herkansingen |                                                                               |
| Bergès                        | floret masters (m)        | kwartfinale herkansingen |                                                                               |
| Bettenfeld                    | floret masters (m)        | kwartfinale herkansingen |                                                                               |
| Bormel                        | floret masters (m)        | kwartfinale herkansingen |                                                                               |
| Borringes                     | floret masters (m)        | kwartfinale herkansingen |                                                                               |
| Boulège                       | floret masters (m)        | kwartfinale herkansingen |                                                                               |
| Brassart                      | floret masters (m)        | kwartfinale herkansingen |                                                                               |
| Brau                          | floret masters (m)        | kwartfinale herkansingen |                                                                               |
| Carrichon                     | floret masters (m)        | kwartfinale herkansingen |                                                                               |
| François Delibes              | floret masters (m)        | kwartfinale herkansingen |                                                                               |
| Dizier                        | floret masters (m)        | kwartfinale herkansingen |                                                                               |
| Fontaine                      | floret masters (m)        | kwartfinale herkansingen |                                                                               |
| Gauthier                      | floret masters (m)        | kwartfinale herkansingen |                                                                               |
| Laborderie                    | floret masters (m)        | kwartfinale herkansingen |                                                                               |
| Lucien Largé                  | floret masters (m)        | kwartfinale herkansingen |                                                                               |
| Charles Marty                 | floret masters (m)        | kwartfinale herkansingen |                                                                               |
| Joseph-Auguste Métais         | floret masters (m)        | kwartfinale herkansingen |                                                                               |
| Montuel                       | floret masters (m)        | kwartfinale herkansingen |                                                                               |
| Muller                        | floret masters (m)        | kwartfinale herkansingen |                                                                               |
| Patin                         | floret masters (m)        | kwartfinale herkansingen |                                                                               |
| Raynaud                       | floret masters (m)        | kwartfinale herkansingen |                                                                               |
| Ringnet                       | floret masters (m)        | kwartfinale herkansingen |                                                                               |
| François Sabouric             | floret masters (m)        | kwartfinale herkansingen |                                                                               |
| Samiac                        | floret masters (m)        | kwartfinale herkansingen |                                                                               |
| Ernest Tassart                | floret masters (m)        | kwartfinale herkansingen |                                                                               |
| Viquier                       | floret masters (m)        | kwartfinale herkansingen |                                                                               |
| Yvon                          | floret masters (m)        | kwartfinale herkansingen |                                                                               |
| Louis Haller                  | floret masters (m)        | 9e                       |                                                                               |
| Lemoine                       | floret masters (m)        | 11e                      |                                                                               |
| Georges Lefèvre               | floret masters (m)        | 12e                      |                                                                               |
| Boulanger                     | floret masters (m)        | 13e                      |                                                                               |
| Lucien Millet                 | floret masters (m)        | 14e                      |                                                                               |
| Michel Filippi                | floret masters (m)        | 16e                      |                                                                               |
| Lucien Mérignac               | floret masters (m)        | Goud                     |                                                                               |
| Alphonse Kirchhoffer          | floret masters (m)        | Zilver                   |                                                                               |
| Jean-Baptiste Mimiague        | floret masters (m)        | Brons                    |                                                                               |
| Jules Rossignol               | floret masters (m)        | 5e                       |                                                                               |
| Léopold Ramus                 | floret masters (m)        | 6e                       |                                                                               |
| Adolphe Rouleau               | floret masters (m)        | 8e                       |                                                                               |
| Lafourçade-Cortina            | sabel (m)                 | 1ste ronde               |                                                                               |
| Casimir Semelaignes           | sabel (m)                 | 1ste ronde               |                                                                               |
| Fernand Semelaignes           | sabel (m)                 | 1ste ronde               |                                                                               |
| Dutertre                      | sabel (m)                 | 1ste ronde               |                                                                               |
| Léon Lécuyer                  | sabel (m)                 | 1ste ronde               |                                                                               |
| Maurice Boisdon               | sabel (m)                 | halve finale             | halve finale A: 5-8ste                                                        |
| Pierre Georges Louis d'Hugues | sabel (m)                 | halve finale             | halve finale A: 5-8ste                                                        |
| Georges de la Falaise         | sabel (m)                 | Goud                     | halve finale A: 4de finale: 1ste                                              |
| Léon Thiébaut                 | sabel (m)                 | Zilver                   | halve finale B: 4de finale: 2de                                               |
| Clément de Boissière          | sabel (m)                 | 6e                       | halve finale B: 3de finale: 6de                                               |
| Aufort                        | sabel masters (m)         | 1ste ronde               |                                                                               |
| Bersin                        | sabel masters (m)         | 1ste ronde               |                                                                               |
| Coquelin                      | sabel masters (m)         | 1ste ronde               |                                                                               |
| Dambremat                     | sabel masters (m)         | 1ste ronde               |                                                                               |
| Dargein                       | sabel masters (m)         | 1ste ronde               |                                                                               |
| Delamaide                     | sabel masters (m)         | 1ste ronde               |                                                                               |
| Flahaut                       | sabel masters (m)         | 1ste ronde               |                                                                               |
| Gabriel                       | sabel masters (m)         | 1ste ronde               |                                                                               |
| Schoenfeld                    | sabel masters (m)         | 1ste ronde               |                                                                               |
| Brun-Buisson                  | sabel masters (m)         | halve finale             | halve finale A: 6de                                                           |
| Georges Clappier              | sabel masters (m)         | halve finale             | halve finale A: 7de                                                           |
| Chantelat                     | sabel masters (m)         | halve finale             | halve finale B: 5de                                                           |
| Pinault                       | sabel masters (m)         | halve finale             | halve finale B: 6de                                                           |
| Camier                        | sabel masters (m)         | halve finale             | halve finale B: 7de                                                           |
| Midelair                      | sabel masters (m)         | halve finale             | halve finale B: 8ste                                                          |
| François Delibes              | sabel masters (m)         | 4e                       | halve finale A: 3de finale: 4de                                               |
| Xavier Anchetti               | sabel masters (m)         | 6e                       | halve finale B: 4de finale: 6de                                               |

### Schietsport
| Olympiër                                                                | Discipline                           | Resultaat | Prestatie   |
| ----------------------------------------------------------------------- | ------------------------------------ | --------- | ----------- |
| Maurice Larrouy                                                         | 20 meter militair pistool (m)        | Goud      | 58 punten   |
| Léon Moreaux                                                            | 20 meter militair pistool (m)        | Zilver    | 57 punten   |
| Eugène Balme                                                            | 20 meter militair pistool (m)        | Brons     | 57 punten   |
| Paul Moreau                                                             | 20 meter militair pistool (m)        | 4e        | 57 punten   |
| Joseph Labbé                                                            | 20 meter militair pistool (m)        | 6e        | 57 punten   |
| Achille Paroche                                                         | 50 meter vrij pistool (m)            | Zilver    | 466 punten  |
| Louis Duffoy                                                            | 50 meter vrij pistool (m)            | 5e        | 442 punten  |
| Léon Moreaux                                                            | 50 meter vrij pistool (m)            | 7e        | 435 punten  |
| Jules Trinité                                                           | 50 meter vrij pistool (m)            | 10e       | 431 punten  |
| Maurice Lecoq                                                           | 50 meter vrij pistool (m)            | 11e       | 429 punten  |
| Achille Paroche Louis Duffoy Jules Trinité Maurice Lecoq                | 50 meter vrij pistool team (m)       | Zilver    | 2203 punten |
| Roger de Barbarin                                                       | trap (m)                             | Goud      | 17 punten   |
| René Guyot                                                              | trap (m)                             | Zilver    | 17 punten   |
| Justinien de Clary                                                      | trap (m)                             | Brons     | 17 punten   |
| César de Bettex                                                         | trap (m)                             | 4e        | 16 punten   |
| Hilaret                                                                 | trap (m)                             | 5e        | 15 punten   |
| Édouard Geynet                                                          | trap (m)                             | 6e        | 13 punten   |
| Jules Charpentier                                                       | trap (m)                             | 7e        | 12 punten   |
| Charles de Jaubert                                                      | trap (m)                             | 7e        | 12 punten   |
| Joseph Labbé                                                            | trap (m)                             | 7e        | 12 punten   |
| André de Schonen                                                        | trap (m)                             | 7e        | 12 punten   |
| Sion                                                                    | trap (m)                             | 7e        | 12 punten   |
| Amédée Aubry                                                            | trap (m)                             | 13e       | 11 punten   |
| Maurice Bucquet                                                         | trap (m)                             | 15e       |             |
| Léon Moreaux                                                            | trap (m)                             | 16e       |             |
| Reverdin                                                                | trap (m)                             | 17e       |             |
| Jacques Nivière                                                         | trap (m)                             | 18e       |             |
| Gaston Legrand                                                          | trap (m)                             | 19e       |             |
| Ador                                                                    | trap (m)                             | 20e       |             |
| André Mercier                                                           | trap (m)                             | 21e       |             |
| Roger Nivière                                                           | trap (m)                             | 22e       |             |
| Paul de Montholon                                                       | trap (m)                             | 23e       |             |
| de Saint-James                                                          | trap (m)                             | 24e       |             |
| Soucaret                                                                | trap (m)                             | 25e       |             |
| Pierre Perrier                                                          | trap (m)                             | 26e       |             |
| G. Brosselin                                                            | trap (m)                             | 27e       |             |
| A. Darnis                                                               | trap (m)                             | 28e       |             |
| N. Guyot                                                                | trap (m)                             | 29e       |             |
| Pourchainaux                                                            | trap (m)                             | 30e       |             |
| Anjou                                                                   | trap (m)                             | 31e       |             |
| Auguste Cavadini                                                        | 300 meter vrij geweer staand (m)     | 10e       | 278 punten  |
| Maurice Lecoq                                                           | 300 meter vrij geweer staand (m)     | 19e       | 268 punten  |
| Léon Moreaux                                                            | 300 meter vrij geweer staand (m)     | 17e       | 269 punten  |
| Achille Paroche                                                         | 300 meter vrij geweer staand (m)     | 19e       | 268 punten  |
| René Thomas                                                             | 300 meter vrij geweer staand (m)     | 24e       | 254 punten  |
| Auguste Cavadini                                                        | 300 meter vrij geweer knielend (m)   | 17e       | 286 punten  |
| Maurice Lecoq                                                           | 300 meter vrij geweer knielend (m)   | 22e       | 271 punten  |
| Léon Moreaux                                                            | 300 meter vrij geweer knielend (m)   | 17e       | 286 punten  |
| Achille Paroche                                                         | 300 meter vrij geweer knielend (m)   | 16e       | 287 punten  |
| René Thomas                                                             | 300 meter vrij geweer knielend (m)   | 27e       | 259 punten  |
| Auguste Cavadini                                                        | 300 meter vrij geweer liggend (m)    | 7e        | 316 punten  |
| Maurice Lecoq                                                           | 300 meter vrij geweer liggend (m)    | 25e       | 284 punten  |
| Léon Moreaux                                                            | 300 meter vrij geweer liggend (m)    | 4e        | 325 punten  |
| Achille Paroche                                                         | 300 meter vrij geweer liggend (m)    | Goud      | 332 punten  |
| René Thomas                                                             | 300 meter vrij geweer liggend (m)    | 19e       | 295 punten  |
| Auguste Cavadini                                                        | 300 meter vrij geweer 3 posities (m) | 11e       | 880 punten  |
| Maurice Lecoq                                                           | 300 meter vrij geweer 3 posities (m) | 21e       | 823 punten  |
| Léon Moreaux                                                            | 300 meter vrij geweer 3 posities (m) | 11e       | 880 punten  |
| Achille Paroche                                                         | 300 meter vrij geweer 3 posities (m) | 7e        | 887 punten  |
| René Thomas                                                             | 300 meter vrij geweer 3 posities (m) | 26e       | 808 punten  |
| Auguste Cavadini Maurice Lecoq Léon Moreaux Achille Paroche René Thomas | 300 meter vrij geweer team (m)       | Brons     | 4278 punten |

### Tennis
| Olympiër                              | Discipline     | Resultaat | Prestatie |
| ------------------------------------- | -------------- | --------- | --- |
| Étienne Durand                        | enkelspel (m)  | 9e        | 1ste ronde: V van GBR Doherty: 2-6, 3-6                                                                                 |
| Pierre Lebréton                       | enkelspel (m)  | 9e        | 1ste ronde: V van GBR Doherty: 2-6, 3-6                                                                                 |
| Paul Lecaron                          | enkelspel (m)  | 5e        | 1ste ronde: W van FRA Lippmann: 6-0, 6-1 kwartfinale: V GBR Doherty: 2-6, 1-6                                           |
| Albert Lippmann                       | enkelspel (m)  | 9e        | 1ste ronde: V van FRA Lacaron: 0-6, 1-6                                                                                 |
| André Prévost                         | enkelspel (m)  | 9e        | 1ste ronde: V GBR Norris: 4-6, 4-6                                                                                      |
| Max Décugis                           | enkelspel (m)  | 5e        | 1ste ronde: vrij kwartfinale: V GBR Mahony: walk-over                                                                   |
| Georges de la Chapelle André Prévost  | dubbelspel (m) | Brons     | 1ste ronde: W van FRA de Lastours/Lejeune: 6-3, 7-9, 6-2 halve finale: V van FRA Décugis/ USA de Garmendia: 2-6, 4-6    |
| Elie de Lastours Guy Lejeune          | dubbelspel (m) | 5e        | 1ste ronde: V van FRA de la Chapelle/Prévost: 3-6, 9-7, 2-6                                                             |
| Étienne Durand Adrien Fauchier-Magnan | dubbelspel (m) | 5e        | 1ste ronde: V van GBR Mahony/Norris: 8-6, 1-6, 3-6                                                                      |
| Pierre Lebréton Paul Lecaron          | dubbelspel (m) | 9e        | 1ste ronde: V van GBR Doherty/Doherty: 2-6, 3-6                                                                         |
|                                       |                |           | |
| Marguerite Fourrier                   | enkelspel (v)  | 5e        | 1ste ronde: V van GBR Cooper: 2-6, 0-6                                                                                  |
| Yvonne Prévost                        | enkelspel (v)  | Zilver    | 1ste ronde: W van USA Jones: 6-0, 6-1 halve finale: W van BOH Rosenbaumova: 6-1, 6-1 finale: V van GBR Cooper: 1-6, 4-6 |
|                                       |                |           | |
| Kate Gillou Pierre Verdé-Delisle      | dubbelspel (g) | 5e        | 1ste ronde: V van BOH Rosenbaumova/ GBR Warden: 3-6, 6-3, 2-6                                                           |

### Touwtrekken
| Olympiër                                                                                               | Discipline | Resultaat | Prestatie |
| --- | ---------- | --------- | --------- |
| Raymond Basset Jean Collas Charles Gondouin Joseph Roffo Émile Sarrade Constantin Henriquez de Zubiera | mannen     | Zilver    |           |

### Turnen
| Olympiër           | Discipline               | Resultaat | Prestatie  |
| ------------------ | ------------------------ | --------- | ---------- |
| Gustave Sandras    | individuele meerkamp (m) | Goud      | 302 punten |
| Noël Bas           | individuele meerkamp (m) | Zilver    | 295 punten |
| Lucien Démanet     | individuele meerkamp (m) | Brons     | 293 punten |
| Pierre Payssé      | individuele meerkamp (m) | 4e        | 290 punten |
| Jules Rolland      | individuele meerkamp (m) | 4e        | 290 punten |
| Gustave Fabry      | individuele meerkamp (m) | 6e        | 283 punten |
| Joseph Martinez    | individuele meerkamp (m) | 7e        | 277 punten |
| Marcel Lalu        | individuele meerkamp (m) | 8e        | 275 punten |
| Mauvezain          | individuele meerkamp (m) | 8e        | 275 punten |
| L. Léstienne       | individuele meerkamp (m) | 10e       | 273 punten |
| Nicolas Dejaeghère | individuele meerkamp (m) | 11e       | 272 punten |
| Gaché              | individuele meerkamp (m) | 12e       | 270 punten |
| Joseph Lavielle    | individuele meerkamp (m) | 12e       | 270 punten |
| Berhouzouq         | individuele meerkamp (m) | 14e       | 268 punten |
| Bollet             | individuele meerkamp (m) | 15e       | 267 punten |
| Jean Castigliono   | individuele meerkamp (m) | 15e       | 267 punten |
| Gaucher            | individuele meerkamp (m) | 17e       | 266 punten |
| Moreno             | individuele meerkamp (m) | 18e       | 265 punten |
| Obrecht            | individuele meerkamp (m) | 19e       | 264 punten |
| Daniel Lavielle    | individuele meerkamp (m) | 21e       | 263 punten |
| Monteil            | individuele meerkamp (m) | 22e       | 262 punten |
| Ghysels            | individuele meerkamp (m) | 23e       | 261 punten |
| Schaan             | individuele meerkamp (m) | 23e       | 261 punten |
| Allègré            | individuele meerkamp (m) | 26e       | 257 punten |
| Fernand Ravoux     | individuele meerkamp (m) | 27e       | 256 punten |
| Paulin Lemaire     | individuele meerkamp (m) | 30e       | 251 punten |
| Bettremieux        | individuele meerkamp (m) | 32e       | 249 punten |
| Dominique Ravoux   | individuele meerkamp (m) | 32e       | 249 punten |
| Alfred Castille    | individuele meerkamp (m) | 35e       | 248 punten |
| Jules Perret       | individuele meerkamp (m) | 35e       | 248 punten |
| Paul Gibiard       | individuele meerkamp (m) | 37e       | 247 punten |
| Jules Lecoutre     | individuele meerkamp (m) | 37e       | 247 punten |
| Vedeux             | individuele meerkamp (m) | 37e       | 247 punten |
| Balossier          | individuele meerkamp (m) | 40e       | 246 punten |
| Imbert             | individuele meerkamp (m) | 40e       | 246 punten |
| Pratviel           | individuele meerkamp (m) | 40e       | 246 punten |
| Élie Bourgois      | individuele meerkamp (m) | 43e       | 245 punten |
| Honorez            | individuele meerkamp (m) | 43e       | 245 punten |
| Bouchon            | individuele meerkamp (m) | 46e       | 244 punten |
| Bornes             | individuele meerkamp (m) | 47e       | 243 punten |
| Ernest Créteur     | individuele meerkamp (m) | 47e       | 243 punten |
| Michaud            | individuele meerkamp (m) | 49e       | 242 punten |
| Jardinier          | individuele meerkamp (m) | 50e       | 241 punten |
| Labonal            | individuele meerkamp (m) | 50e       | 241 punten |
| Thiriet            | individuele meerkamp (m) | 50e       | 241 punten |
| Fernhbach          | individuele meerkamp (m) | 56e       | 236 punten |
| Scherb             | individuele meerkamp (m) | 56e       | 236 punten |
| Strasser           | individuele meerkamp (m) | 56e       | 236 punten |
| Grimm              | individuele meerkamp (m) | 60e       | 233 punten |
| Simon              | individuele meerkamp (m) | 60e       | 233 punten |
| Boulanger          | individuele meerkamp (m) | 62e       | 232 punten |
| Lévy               | individuele meerkamp (m) | 62e       | 232 punten |
| Deroubaix          | individuele meerkamp (m) | 64e       | 231 punten |
| Blanchard          | individuele meerkamp (m) | 65e       | 230 punten |
| Le Bourvelec       | individuele meerkamp (m) | 65e       | 230 punten |
| Julese Deleval     | individuele meerkamp (m) | 67e       | 229 punten |
| Salzard            | individuele meerkamp (m) | 67e       | 229 punten |
| Fierens            | individuele meerkamp (m) | 69e       | 228 punten |
| Georges Dubois     | individuele meerkamp (m) | 70e       | 225 punten |
| Dejean             | individuele meerkamp (m) | 74e       | 221 punten |
| Bourgougnoux       | individuele meerkamp (m) | 75e       | 220 punten |
| Henri Créteur      | individuele meerkamp (m) | 75e       | 220 punten |
| Otto Meyer         | individuele meerkamp (m) | 77e       | 219 punten |
| Douchet            | individuele meerkamp (m) | 79e       | 216 punten |
| Pradairol          | individuele meerkamp (m) | 79e       | 216 punten |
| Viart              | individuele meerkamp (m) | 79e       | 216 punten |
| Debailly           | individuele meerkamp (m) | 84e       | 214 punten |
| Decruz             | individuele meerkamp (m) | 84e       | 214 punten |
| Rostin             | individuele meerkamp (m) | 84e       | 214 punten |
| Aubert             | individuele meerkamp (m) | 88e       | 211 punten |
| Dufeite            | individuele meerkamp (m) | 88e       | 211 punten |
| Gillet             | individuele meerkamp (m) | 88e       | 211 punten |
| Labouret           | individuele meerkamp (m) | 88e       | 211 punten |
| Bourry             | individuele meerkamp (m) | 93e       | 210 punten |
| Koubi              | individuele meerkamp (m) | 93e       | 210 punten |
| Pelat              | individuele meerkamp (m) | 93e       | 210 punten |
| Viéville           | individuele meerkamp (m) | 93e       | 210 punten |
| Ollivier           | individuele meerkamp (m) | 97e       | 209 punten |
| Chapau             | individuele meerkamp (m) | 98e       | 208 punten |
| Minot              | individuele meerkamp (m) | 100e      | 206 punten |
| Coone              | individuele meerkamp (m) | 101e      | 205 punten |
| Denis              | individuele meerkamp (m) | 102e      | 204 punten |
| Jules Pinaud       | individuele meerkamp (m) | 102e      | 204 punten |
| Barodet            | individuele meerkamp (m) | 105e      | 201 punten |
| Sidrac             | individuele meerkamp (m) | 106e      | 200 punten |
| Sourzat            | individuele meerkamp (m) | 108e      | 196 punten |
| Buchert            | individuele meerkamp (m) | 109e      | 195 punten |
| Lacombe            | individuele meerkamp (m) | 109e      | 195 punten |
| Van Hule           | individuele meerkamp (m) | 111e      | 194 punten |
| Favier             | individuele meerkamp (m) | 113e      | 190 punten |
| Fouché             | individuele meerkamp (m) | 112e      | 190 punten |
| Lemoine            | individuele meerkamp (m) | 115e      | 187 punten |
| Deckert            | individuele meerkamp (m) | 116e      | 184 punten |
| Germain            | individuele meerkamp (m) | 117e      | 183 punten |
| Jacquemin          | individuele meerkamp (m) | 118e      | 180 punten |
| Kehr               | individuele meerkamp (m) | 120e      | 178 punten |
| Coucou             | individuele meerkamp (m) | 121e      | 177 punten |
| Cousin             | individuele meerkamp (m) | 122e      | 175 punten |
| Leroux             | individuele meerkamp (m) | 122e      | 175 punten |
| Vandenhaute        | individuele meerkamp (m) | 125e      | 166 punten |
| Bernillon          | individuele meerkamp (m) | 126e      | 164 punten |
| Delaleau           | individuele meerkamp (m) | 126e      | 164 punten |
| Parisot            | individuele meerkamp (m) | 126e      | 164 punten |
| Samuel Roche       | individuele meerkamp (m) | 126e      | 164 punten |
| Touche             | individuele meerkamp (m) | 130e      | 154 punten |
| Prilleux           | individuele meerkamp (m) | 131e      | 149 punten |
| Bayer              | individuele meerkamp (m) | 132e      | 145 punten |
| Terrier            | individuele meerkamp (m) | 133e      | 133 punten |

### Voetbal
| Olympiër | Discipline | Resultaat | Prestatie                        |
| --- | ---------- | --------- | -------------------------------- |
| Pierre Allemane Louis Bach Alfred Bloch Fernand Canelle R. Duparc Eugène Fraysse Virgile Gaillard Georges Garnier R. Grandjean Lucien Huteau Marcel Lambert Murice Macaine Gaston Peltier | mannen     | Zilver    | V van GBR: 0-4 W van België: 6-2 |

### Waterpolo
| Olympiër | Discipline | Resultaat | Prestatie |
| --- | ---------- | --------- | --------- |
| Eugène Coulon Fardelle Favier Leriche Louis Martin Désiré Mérchez Charles Treffel                              | mannen     | Brons     |           |
| Bill Burgess Jules Clévenot Alphonse Decuyper Louis Laufray Henri Peslier Auguste Pesloy Paul Vasseur          | mannen     | Brons     |           |
| Favier Philippe Houben Leriche Georges Leuillieux Ernest Martin René Tartara Charles Treffel                   | mannen     | 5e        |           |
| Joseph Bertrand Victor Cadet Maurice Hochepied Jean Leclerq Léon Tisserand Charles Devendeville Jules Verbecke | mannen     | 5e        |           |

### Wielersport
| Olympiër           | Discipline       | Resultaat    | Prestatie                                                                                                   |
| ------------------ | ---------------- | ------------ | --- |
| Louis Hildebrand   | 2000m sprint (m) | kwartfinale  | serie 1: 1ste in 1.34,2 kwartfinale 4: 2de                                                                  |
| Ferdinand Vasserot | 2000m sprint (m) | halve finale | serie 1: 3de kwartfinale 8: 1ste in 2.21,6 halve finale 1: 2de                                              |
| Émile Dubois       | 2000m sprint (m) | series       | serie 1: 4-8ste                                                                                             |
| Dubourdieu         | 2000m sprint (m) | series       | serie 1: 4-8ste                                                                                             |
| L. Dumont          | 2000m sprint (m) | series       | serie 1: 4-8ste                                                                                             |
| Pouget             | 2000m sprint (m) | series       | serie 1: 4-8ste                                                                                             |
| Adolphe Cayron     | 2000m sprint (m) | kwartfinale  | serie 2: 1ste in 1.34,2 kwartfinale 9: 3de                                                                  |
| Georges Coindre    | 2000m sprint (m) | halve finale | serie 2: 2de kwartfinale 3: 1ste in 1.50,0 halve finale 2: 3de                                              |
| Auguste Daumain    | 2000m sprint (m) | kwartfinale  | serie 2: 3de kwartfinale 4: 3de                                                                             |
| Alfred Boulnois    | 2000m sprint (m) | series       | serie 2: 4-8ste                                                                                             |
| Saignier           | 2000m sprint (m) | series       | serie 2: 4-8ste                                                                                             |
| Émile Vadbled      | 2000m sprint (m) | series       | serie 2: 4-8ste                                                                                             |
| Fernand Sanz       | 2000m sprint (m) | Zilver       | serie 3: 2de kwartfinale 2: 1ste in 2.00,0 halve finale 2: 1ste in 2.46,6 finale: 2de                       |
| Paul Rosso         | 2000m sprint (m) | kwartfinale  | serie 3: 3de kwartfinale 2: 3de                                                                             |
| Charles Amberger   | 2000m sprint (m) | series       | serie 3: 4-8ste                                                                                             |
| L. Boyer           | 2000m sprint (m) | series       | serie 3: 4-8ste                                                                                             |
| Georges Neurouth   | 2000m sprint (m) | series       | serie 3: 4-8ste                                                                                             |
| A. Roger           | 2000m sprint (m) | series       | serie 3: 4-8ste                                                                                             |
| Ruez               | 2000m sprint (m) | series       | serie 3: 4-8ste                                                                                             |
| Paul Legrain       | 2000m sprint (m) | halve finale | serie 4: 1ste in 1.30,4 kwartfinale 9: 1ste in 2.57,4 halve finale 3: 2de                                   |
| Théophile Fras     | 2000m sprint (m) | kwartfinale  | serie 4: 3de kwartfinale 6: 3de                                                                             |
| Coisy              | 2000m sprint (m) | series       | serie 4: 4-8ste                                                                                             |
| Franzen            | 2000m sprint (m) | series       | serie 4 4-8ste                                                                                              |
| Pichard            | 2000m sprint (m) | series       | serie 4: 4-8ste                                                                                             |
| L. Saunière        | 2000m sprint (m) | series       | serie 4: 4-8ste                                                                                             |
| Léon Maisonnave    | 2000m sprint (m) | halve finale | serie 5: 1ste in 1.34,8 kwartfinale 7: 1ste in 1.49,2 halve finale 1: 3de                                   |
| Will Davis         | 2000m sprint (m) | kwartfinale  | serie 5 2de kwartfinale 8: 3de                                                                              |
| Chaput             | 2000m sprint (m) | kwartfinale  | serie 5: 3de kwartfinale 1: 3de                                                                             |
| Fernand Boulmant   | 2000m sprint (m) | series       | serie 5: 4-8ste                                                                                             |
| Guillot            | 2000m sprint (m) | series       | serie 5 4-8ste                                                                                              |
| Lohner             | 2000m sprint (m) | series       | serie 5: 4-8ste                                                                                             |
| Longchamp          | 2000m sprint (m) | series       | serie 5: 4-8ste                                                                                             |
| Paul Espeit        | 2000m sprint (m) | kwartfinale  | serie 6 2de kwartfinale 7: 3de                                                                              |
| Gaston Bullier     | 2000m sprint (m) | kwartfinale  | serie 6: 3de kwartfinale 2: 2de                                                                             |
| J. Bérard          | 2000m sprint (m) | series       | serie 6: 4-8ste                                                                                             |
| Maxime Bertrand    | 2000m sprint (m) | series       | serie 6 4-8ste                                                                                              |
| Vladislav Chalupa  | 2000m sprint (m) | series       | serie 6: 4-8ste                                                                                             |
| M. Steitz          | 2000m sprint (m) | series       | serie 6: 4-8ste                                                                                             |
| Albert Taillandier | 2000m sprint (m) | Goud         | serie 7: 1ste in 1.36,8 kwartfinale 5: 1ste in 2.00,6 halve finale 3: 1ste in 2.42,6 finale: 1ste in 2.52,0 |
| Marcel Dohis       | 2000m sprint (m) | kwartfinale  | serie 7 2de kwartfinale 8: 2de                                                                              |
| Germain            | 2000m sprint (m) | kwartfinale  | serie 7: 3de kwartfinale 3: 3de                                                                             |
| Georges Augoyat    | 2000m sprint (m) | series       | serie 7: 4-7de                                                                                              |
| Bessing            | 2000m sprint (m) | series       | serie 7: 4-7de                                                                                              |
| Maurice Monniot    | 2000m sprint (m) | series       | serie 7: 4-7de                                                                                              |
| Léon Ponscarme     | 2000m sprint (m) | kwartfinale  | serie 8: 2de kwartfinale 7: 2de                                                                             |
| Thomann            | 2000m sprint (m) | kwartfinale  | serie 8: 3de kwartfinale 5: 3de                                                                             |
| Maibaum            | 2000m sprint (m) | series       | serie 8: 4-6de                                                                                              |
| Pilton             | 2000m sprint (m) | series       | serie 8: 4-6de                                                                                              |
| Maurice Terrier    | 2000m sprint (m) | series       | serie 8: 4-6de                                                                                              |
| A. Porcher         | 2000m sprint (m) | DSQ          | serie 8: gediskwalificeerd                                                                                  |
| Joseph Mallet      | 2000m sprint (m) | halve finale | serie 9: 3de kwartfinale 6: 1ste in 2.45,0 halve finale 3: 3de                                              |
| Caillet            | 2000m sprint (m) | series       | serie 9: 4-5de                                                                                              |
| Mossmann           | 2000m sprint (m) | series       | serie 9: 4-5de                                                                                              |
| P. Hubault         | 2000m sprint (m) | DNF          | serie 9: niet gefinisht                                                                                     |
| Édouard Wick       | 2000m sprint (m) | DNF          | serie 9: niet gefinisht                                                                                     |
| Louis Bastien      | 25km (m)         | Goud         | 25.36,2 |
| Maxime Bertrand    | 25km (m)         | 4e           | |
| Auguste Daumain    | 25km (m)         | Brons        | 29.36,2 |
| Léon Gingembre     | 25km (m)         | DNF          | niet gefinisht                                                                                              |
| Louis Hildebrand   | 25km (m)         | Zilver       | 28.09,4 |
| J. Bérard          | 25km (m)         | DNF          | niet gefinisht                                                                                              |
| A. Porcher         | 25km (m)         | DNF          | niet gefinisht                                                                                              |
| Louis Trousselier  | 25km (m)         | DNF          | niet gefinisht                                                                                              |
| J. Bérard          | puntenkoers (m)  | 5e           | 5 punten |
| Adolphe Cayron     | puntenkoers (m)  | 6e           | 4 punten |
| Chaput             | puntenkoers (m)  | 4e           | 8 punten |
| Georges Coindre    | puntenkoers (m)  | 12e          | 1 punt |
| Coisy              | puntenkoers (m)  | 7e           | 4 punten |
| Marcel Dohis       | puntenkoers (m)  | 9e           | 2 punten |
| Germain            | puntenkoers (m)  | 9e           | 2 punten |
| Louis Trousselier  | puntenkoers (m)  | Brons        | 9 punten |
| Ferdinand Vasserot | puntenkoers (m)  | 7e           | 4 punten |

### Zeilen
| Olympiër                                                                 | Discipline      | Resultaat | Prestatie         |
| ------------------------------------------------------------------------ | --------------- | --------- | ----------------- |
| Pierre Gervais                                                           | -0,5 ton race 1 | Goud      | 1.06,16           |
| Texier Texier Robert Linzeler                                            | -0,5 ton race 1 | Zilver    | 1.08,54           |
| Henri Monnot Léon Tellier Gaston Cailleux                                | -0,5 ton race 1 | Brons     | 1.19,31           |
| Maurice Monnot                                                           | -0,5 ton race 1 | 4e        | 1.21,01           |
| Jacques d'Estournelles de Constant                                       | -0,5 ton race 1 | 5e        | 1.21,37           |
| George Semichon                                                          | -0,5 ton race 1 | 6e        | 1.23,20           |
| Émile Sacré                                                              | -0,5 ton race 1 | DNF       | niet gefinisht    |
| Pierre Gervais                                                           | -0,5 ton race 2 | Brons     | 1.48,44           |
| Texier Texier Robert Linzeler                                            | -0,5 ton race 2 | Zilver    | 1.40,42           |
| Henri Monnot Léon Tellier Gaston Cailleux                                | -0,5 ton race 2 | 4e        | 2.07,52           |
| Maurice Monnot                                                           | -0,5 ton race 2 | 5e        | 2.08,04           |
| Jacques d'Estournelles de Constant                                       | -0,5 ton race 2 | DNF       | niet gefinisht    |
| George Semichon                                                          | -0,5 ton race 2 | 6e        | 2.34,09           |
| Émile Sacré                                                              | -0,5 ton race 2 | Goud      | 1.35,59           |
| Jules Valton Jacques Baudrier Jean Le Bret Félix Marcotte William Martin | -1 ton race 1   | Zilver    | 3:29.45           |
| Émile Michelet Marcel Meran                                              | -1 ton race 1   | Brons     | 3:39.23           |
| Jean De Chabanne La Palice                                               | -1 ton race 1   | 4e        | 3:47.11           |
| Jean d'Estournelles de Constant                                          | -1 ton race 1   | 5e        | 3:52.44           |
| L. Legru                                                                 | -1 ton race 1   | 5e        | 3:53.50           |
| Louis Auguste-Dormeuil                                                   | -1 ton race 1   | 7e        | 3:56.55           |
| Texier Texier (crew)                                                     | -1 ton race 1   | 7e        | 4:00.32           |
| Marc Jousset                                                             | -1 ton race 1   | 9e        | 4:03.00           |
| Letot Dupland                                                            | -1 ton race 1   | 10e       | 4:03.58           |
| Phocion Rossollin                                                        | -1 ton race 1   | 11e       | 4:04.21           |
| Jean Le Bret                                                             | -1 ton race 1   | 12e       | 4:06.40           |
| Albert Glandaz                                                           | -1 ton race 1   | 13e       | 4:08.00           |
| Henri Gauthier                                                           | -1 ton race 1   | 14e       | 4:10.00           |
| Paul Couture                                                             | -1 ton race 1   | 15e       | 4:19.52           |
| Eugène Georges Pottier Jonet-Pastré Pierre de Boulogne                   | -1 ton race 1   | DSQ       | gediskwalificeerd |
| E. Mézan de Malartic                                                     | -1 ton race 1   | DNS       | niet gestart      |
| G. Pigeard                                                               | -1 ton race 1   | DNS       | niet gestart      |
| Roosevelt                                                                | -1 ton race 1   | DNS       | niet gestart      |
| Jules Valton Jacques Baudrier Jean Le Bret Félix Marcotte William Martin | -1 ton race 2   | Brons     | 3:41.24           |
| Émile Michelet Marcel Meran                                              | -1 ton race 2   | Zilver    | 3:30.31           |
| Jean De Chabanne La Palice                                               | -1 ton race 2   | 5e        | 3:50.45           |
| Jean d'Estournelles de Constant                                          | -1 ton race 2   | DNF       | niet gefinisht    |
| L. Legru                                                                 | -1 ton race 2   | 6e        | 3:59.27           |
| Louis Auguste-Dormeuil                                                   | -1 ton race 2   | Goud      | 3:27.07           |
| Texier Texier (crew)                                                     | -1 ton race 2   | 9e        | 4:30.08           |
| Marc Jousset                                                             | -1 ton race 2   | DNS       | niet gestart      |
| Letot Dupland                                                            | -1 ton race 2   | 7e        | 4:05.40           |
| Phocion Rossollin                                                        | -1 ton race 2   | 8e        | 4:08.10           |
| Jean Le Bret                                                             | -1 ton race 2   | DNF       | niet gefinisht    |
| Albert Glandaz                                                           | -1 ton race 2   | DNF       | niet gefinisht    |
| Henri Gauthier                                                           | -1 ton race 2   | DNS       | niet gestart      |
| Paul Couture                                                             | -1 ton race 2   | DNS       | niet gestart      |
| Eugène Georges Pottier Jonet-Pastré Pierre de Boulogne                   | -1 ton race 2   | DNF       | niet gefinisht    |
| E. Mézan de Malartic                                                     | -1 ton race 2   | DNF       | niet gefinisht    |
| G. Pigeard                                                               | -1 ton race 2   | 10e       | 4:30.08           |
| Roosevelt                                                                | -1 ton race 2   | DNF       | niet gefinisht    |
| François Vilamitjana Auguste Albert Albert Duval Charles Hugo            | -2 ton race 1   | Zilver    | 2:17.29           |
| Jacques Baudrier Lucien Baudrier Dubosq Édouard Mantois                  | -2 ton race 1   | Brons     | 2:26.28           |
| Eugène Laverne Henri Laverne                                             | -2 ton race 1   | 4e        | 2:26.56           |
| Marcel Moisand                                                           | -2 ton race 1   | 5e        | 2:31.14           |
| Georges Warenhorst                                                       | -2 ton race 1   | 6e        | 2:33.54           |
| Texier Texier (crew)                                                     | -2 ton race 1   | 7e        | 2:52.30           |
| Lecointre                                                                | -2 ton race 1   | 8e        | 3:05.06           |
| François Vilamitjana Auguste Albert Albert Duval Charles Hugo            | -2 ton race 2   | Brons     | 3:37.49           |
| Jacques Baudrier Lucien Baudrier Dubosq Édouard Mantois                  | -2 ton race 2   | 4e        | 4:10.17           |
| Eugène Laverne Henri Laverne                                             | -2 ton race 2   | DNF       | niet gefinisht    |
| Marcel Moisand                                                           | -2 ton race 2   | 7e        | 4:48.07           |
| Georges Warenhorst                                                       | -2 ton race 2   | 5e        | 4:11.22           |
| Texier Texier (crew)                                                     | -2 ton race 2   | 6e        | 4:30.08           |
| Lecointre                                                                | -2 ton race 2   | DNF       | niet gefinisht    |
| Léon Susse Jacques Doucet Auguste Godinet Henri Mialaret                 | -3 ton race 1   | Zilver    | 2:20.03           |
| Ferdinand Schlatter De Cottignon Émile Jean-Fontaine                     | -3 ton race 1   | Brons     | 2:24.48           |
| Auguste Donny                                                            | -3 ton race 1   | 4e        | 2:26.31           |
| Léon Susse Jacques Doucet Auguste Godinet Henri Mialaret                 | -3 ton race 2   | Zilver    | 4:23.57           |
| Ferdinand Schlatter De Cottignon Émile Jean-Fontaine                     | -3 ton race 2   | DNF       | niet gefinisht    |
| Auguste Donny                                                            | -3 ton race 2   | Brons     | 4:52.13           |
| Henri Gilardoni                                                          | -10 ton race 1  | Goud      | 3:45.02           |
| Maurice Gufflet A. Dubois J. Dubois Robert Gufflet Charles Guiraist      | -10 ton race 1  | Brons     | 3:52.02           |
| Émile Michelet                                                           | -10 ton race 1  | 4e        | 3:55.16           |
| Leroy                                                                    | -10 ton race 1  | 5e        | 4:01.35           |
| William Martin                                                           | -10 ton race 1  | 6e        | 4:18.18           |
| Henry Maingot                                                            | -10 ton race 1  | 8e        |                   |
| Texier Texier (crew)                                                     | -10 ton race 1  | 9e        |                   |
| Maurice Gufflet A. Dubois J. Dubois Robert Gufflet Charles Guiraist      | -10 ton race 2  | Zilver    | 4:35.44           |
| Émile Michelet                                                           | -10 ton race 2  | DSQ       | gediskwalificeerd |
| Leroy                                                                    | -10 ton race 2  | 5e        | 5:08.51           |
| William Martin                                                           | -10 ton race 2  | 7e        | 5:30.07           |
| Pierre Moussette                                                         | -10 ton race 2  | 6e        | 5:16.50           |
| Émile Billard Paul Perquer                                               | -20 ton         | Goud      | 29 punten         |
| Jean Decazes                                                             | -20 ton         | Zilver    | 25 punten         |
| Cronier                                                                  | -20 ton         | 4e        | 20 punten         |
| Vaishnav                                                                 | -20 ton         | 6e        | 18 punten         |
| Olivier Baron de Brandois                                                | +20 ton         | 4e        | 6:20.58           |
| Piton                                                                    | +20 ton         | DNS       | niet gestart      |
| Émile Michelet                                                           | open klasse     | Brons     | 6:12.12           |
| Émile Sacré                                                              | open klasse     | 4e        | 7:11.8            |
| Jacques d'Estournelles de Constant                                       | open klasse     | 5e        |                   |
| Texier Texier (crew)                                                     | open klasse     | DSQ       | gediskwalificeerd |
| Louis Auguste-Dormeuil                                                   | open klasse     | DSQ       | gediskwalificeerd |

### Zwemmen
| Olympiër                                                                      | Discipline            | Resultaat | Prestatie                                          |
| ----------------------------------------------------------------------------- | --------------------- | --------- | -------------------------------------------------- |
| Féret                                                                         | 200m vrije slag (m)   | 14e       | serie 2: 3de in 3.12,2                             |
| Victor Cadet                                                                  | 200m vrije slag (m)   | 16e       | serie 2: 4de in 3.24,0                             |
| René Tartara                                                                  | 200m vrije slag (m)   | 15e       | serie 3: 2de in 3.13,0                             |
| Victor Hochepied                                                              | 200m vrije slag (m)   | 17e       | serie 3: 3de in 3.46,6                             |
| Texier                                                                        | 200m vrije slag (m)   | 18e       | serie 3: 4de in 3.47,0                             |
| Paul Peyrusson                                                                | 200m vrije slag (m)   | 19e       | serie 3: 5de in 3.47,6                             |
| Pujol                                                                         | 200m vrije slag (m)   | DNF       | serie 3: niet gefinisht                            |
| Jules Clévenot                                                                | 200m vrije slag (m)   | 7e        | serie 4: 1ste in 3.05,0 finale: 7de in 2.56,2      |
| Léauté                                                                        | 200m vrije slag (m)   | 25e       | serie 4: 5de in 4.39,4                             |
| Louis Martin                                                                  | 200m vrije slag (m)   | 9e        | serie 5: 3de in 2.47,4 finale: 9de                 |
| Maurice Hochepied                                                             | 200m vrije slag (m)   | 5e        | serie 5: 4de in 2.48,0 finale: 5de in 2.53,0       |
| Adam                                                                          | 200m vrije slag (m)   | 23e       | serie 5: 5de in 4.28,0                             |
| Ronaux                                                                        | 200m vrije slag (m)   | 24e       | serie 5: 6de in 4.36,4                             |
| Maurice Hochepied                                                             | 1000m vrije slag (m)  | 7e        | serie 1: 2de in 17.13,2 finale: 7de in 16.53,4     |
| Fumouze                                                                       | 1000m vrije slag (m)  | 11e       | serie 1: 4de in 18.00,0                            |
| Verbecke                                                                      | 1000m vrije slag (m)  | 8e        | serie 2: 1ste in 17.18,0 finale: 8ste in 17.13,8   |
| Lué                                                                           | 1000m vrije slag (m)  | 14e       | serie 2: 2de in 24.15,0                            |
| Lapostolet                                                                    | 1000m vrije slag (m)  | 15e       | serie 2: 3de in 25.52,0                            |
| Souchu                                                                        | 1000m vrije slag (m)  | DNF       | serie 2: niet gefinisht                            |
| Georges Leuillieux                                                            | 1000m vrije slag (m)  | 6e        | serie 3: 3de in 17.09,6 finale: 6de in 16.53,2     |
| Désiré Mérchez                                                                | 1000m vrije slag (m)  | 12e       | serie 3: 4de in 18.17,2                            |
| Louis Martin                                                                  | 1000m vrije slag (m)  | 5e        | serie 4: 3de in 16.58,0 finale: 5de in 16.30,4     |
| Texier                                                                        | 1000m vrije slag (m)  | 13e       | serie 4: 4de in 21.33,0                            |
| Louis Martin                                                                  | 4000m vrije slag (m)  | Brons     | serie 1: 3de in 1:22.29;6 finale: 3de in 1:13.08,4 |
| Lagarde                                                                       | 4000m vrije slag (m)  | 13e       | serie 1: 5de in 1:38.31,8                          |
| de Romand                                                                     | 4000m vrije slag (m)  | 16e       | serie 1: 6de in 1:50.36,4                          |
| Fumouze                                                                       | 4000m vrije slag (m)  | 17e       | serie 1: 7de in 2:02.27,0                          |
| Georges Leuillieux                                                            | 4000m vrije slag (m)  | DNF       | serie 1: niet gefinisht                            |
| Texier                                                                        | 4000m vrije slag (m)  | 10e       | serie 2: 4de in 1:31.02,8                          |
| Kobierski                                                                     | 4000m vrije slag (m)  | 12e       | serie 2: 5de in 1:37.10,4                          |
| Lué                                                                           | 4000m vrije slag (m)  | 15e       | serie 2: 6de in 1:46.40,4                          |
| L. Baudoin                                                                    | 4000m vrije slag (m)  | DNF       | serie 2: niet gefinisht                            |
| Gallais                                                                       | 4000m vrije slag (m)  | DNF       | serie 2: niet gefinisht                            |
| Landrich                                                                      | 4000m vrije slag (m)  | DNF       | serie 2: niet gefinisht                            |
| Ernest Martin                                                                 | 4000m vrije slag (m)  | 7e        | serie 3: 2de in 1:28.32,6 finale: 7de in 1:26.32,2 |
| Louis Laufray                                                                 | 4000m vrije slag (m)  | 11e       | serie 3: 3de in 1:35.03,2                          |
| Mortier                                                                       | 4000m vrije slag (m)  | 14e       | serie 3: 4de in 1:40.16,8                          |
| Jules Clévenot                                                                | 4000m vrije slag (m)  | DNF       | serie 3: niet gefinisht                            |
| Gellé                                                                         | 4000m vrije slag (m)  | DNF       | serie 3: niet gefinisht                            |
| Heyberger                                                                     | 4000m vrije slag (m)  | DNF       | serie 3: niet gefinisht                            |
| Loppét                                                                        | 4000m vrije slag (m)  | DNF       | serie 3: niet gefinisht                            |
| Regnault                                                                      | 4000m vrije slag (m)  | DNF       | serie 3: niet gefinisht                            |
| Vallée                                                                        | 4000m vrije slag (m)  | DNF       | serie 3: niet gefinisht                            |
| Lapostolet                                                                    | 200m rugslag (m)      | 13e       | serie 1: 5de in 4.34,6                             |
| Fumouze                                                                       | 200m rugslag (m)      | 16e       | serie 1: 6de in 5.17,0                             |
| de Romand                                                                     | 200m rugslag (m)      | 6e        | serie 2: 2de in 3.56,6 finale: 6de in 3.38,0       |
| Chevrand                                                                      | 200m rugslag (m)      | 14e       | serie 2: 3de in 4.42,0                             |
| Jean Leuilliux                                                                | 200m rugslag (m)      | DNF       | serie 3: 3de in 3.10,2 finale: niet gefinisht      |
| Lué                                                                           | 200m rugslag (m)      | 11e       | serie 3: 5de in 4.10,0                             |
| Paul Peyrusson                                                                | 200m rugslag (m)      | 12e       | serie 3: 6de in 4.15,6                             |
| Texier                                                                        | 200m rugslag (m)      | 15e       | serie 3: 7de in 4.49,0                             |
| Maurice Hochepied Joseph Betrand Victor Hochepied Jules Verbecke Victor Cadet | 200m team (m)         | Zilver    | 51 punten                                          |
| René Tartara Désiré Mérchez Louis Martin Georges Leuillieux Houben            | 200m team (m)         | Brons     | 62 punten                                          |
| Jules Clévenot Rosier R. Féret Gasaigne Pelloy                                | 200m team (m)         | 4e        | 65 punten                                          |
| Louis Marc                                                                    | 200m obstakels (m)    | 10e       | serie 1: 4de in 3.29,2 finale: 10de in 3.30,6      |
| Verbecke                                                                      | 200m obstakels (m)    | 8e        | serie 2: 3de in 3.18,0 finale: 8ste in 3.08,4      |
| Victor Hochepied                                                              | 200m obstakels (m)    | 11e       | serie 2: 4de in 3.37,2                             |
| Maurice Hochepied                                                             | 200m obstakels (m)    | 7e        | serie 3: 2de in 3.16,2 finale: 7de in 2.58,0       |
| Joseph Bertrand                                                               | 200m obstakels (m)    | 9e        | serie 3: 3de in 3.28,2 finale: 9de in 3.17,0       |
| Charles Devendeville                                                          | onderwaterzwemmen (m) | Goud      | 188,4 punten                                       |
| André Six                                                                     | onderwaterzwemmen (m) | Zilver    | 185,4 punten                                       |
| de Romand                                                                     | onderwaterzwemmen (m) | 4e        | 145,2 punten                                       |
| Tisserand                                                                     | onderwaterzwemmen (m) | 5e        | 109,5 punten                                       |
| Menault                                                                       | onderwaterzwemmen (m) | 7e        | 103,4 punten                                       |
| Louis Marc                                                                    | onderwaterzwemmen (m) | 8e        | 100,0 punten                                       |
| Paul Peyrusson                                                                | onderwaterzwemmen (m) | 9e        | 91,6 punten                                        |
| Kaisermann                                                                    | onderwaterzwemmen (m) | 10e       | 88,8 punten                                        |
| Leclerq                                                                       | onderwaterzwemmen (m) | 11e       | 88,0 punten                                        |
| Chevrand                                                                      | onderwaterzwemmen (m) | 12e       | 72,0 punten                                        |
| Eucher                                                                        | onderwaterzwemmen (m) | 14e       | 66,0 punten                                        |

Argentinië · Australië · België · Bohemen · Brits-Indië · Canada · Cuba · Denemarken · Duitsland · Frankrijk · Griekenland · Groot-Brittannië · Haïti · Hongarije · Iran · Italië · Luxemburg · Mexico · Nederland · Noorwegen · Oostenrijk · Peru · Roemenië · Rusland · Spanje · Verenigde Staten · Zweden · Zwitserland · Gemengde teams